# Loperamida
Loperamida é um fármaco utilizado na forma de cloridrato de loperamida. É indicado contra diarreias; diarreia aguda inespecífica, sem caráter infeccioso; diarreias crônicas espoliativas, associadas a doenças inflamatórias como Doença de Crohn e retocolite ulcerativa; nas ileostomias e colostomias com excessiva perda de água e eletrólitos.
A loperamida é uma antidiarreico. É um opioide, e uma diferença que apresenta face aos outros tipos de opioides é que não atravessa a barreira hematoencefálica. Ou seja, não apresenta efeitos de analgesia, porém mantém os efeitos de redução de motilidade intestinal através do receptor agonista opioide no complexo mioentérico do TGI. 
Consta na categoria C1 da portaria nº 344, de 12 de maio de 1998 que os medicamentos à base da substância loperamida ficam sujeitos a venda sob prescrição médica sem a retenção de receita.
O medicamento de referência é o Imosec (Janssen-Cilag) e o similar: Diasec (Hexal); Magnostase (Neo Química); Diafuran (Cazi). 
Cloridrato de loperamida comprimido 
Medicamento genérico Lei nº 9.787, de 1999

## Aspectos físicos
A loperamida apresenta-se em comprimidos circulares, planos, sulcados, brancos e homogêneos.

## Posologia
Para casos de diarreia aguda é  indicado 2 comprimidos (4mg), seguidos de 1 comprimido (2mg).  Não deve ultrapassar a dose diária de 8 comprimidos (16mg). 
Para casos de diarreia crônica é indicado 2 comprimidos (4mg) até alcançar 1 a 2 evacuações sólidas. Não deve ultrapassar a dose diária de 8 comprimidos (16mg). 

## Comunicação
O tratamento deve ser interrompido em casos de constipação, dor abdominal ou se achar que é necessário continuar tomando o medicamento por mais de 5 dias. 
O paciente deve interromper o tratamento se desenvolver constipação, dor abdominal ou (na diarreia aguda) acharem que precisam toma-la por mais de 5 dias..

## Monitoramento
O monitoramento é feito por meio da frequência de evacuações e dos sintomas abdominais. 

## Dica Clínica
Não é recomendável prescrever loperamida para um paciente internado, no caso da colite por C. difficile, já que inibe os peristaltismos. Deve-se investigar a etiologia como um PCR viral positivo e/ou teste de toxina negativo para C. difficile. 
.

## Cuidados de armazenamento
Conservar em temperatura ambiente (entre 15ºC e 30ºC), protegido da luz e umidade. O prazo de validade de cloridrato de loperamida é de 24 meses após a data de fabricação. 

## Mecanismo de ação
A loperamida se liga ao receptor opiáceo da parede do intestino inibindo a liberação de acetilcolina e prostaglandinas, reduzindo assim o peristaltismo e aumentando o tempo de trânsito intestinal. A loperamida aumenta o tônus do esfíncter anal, reduzindo a sensação de urgência e incontinência fecal.
A loperamida é um opioide que é farmacologicamente semelhante à petidina. No entanto, diferentemente da petidina ela não penetra no sistema nervoso central; portanto não tem efeitos analgésicos. É um agonista dos receptores opioides no trato gastrointestinal. Isso aumenta as contrações não propulsivas do músculo liso do intestino, mas reduz as contrações propulsivas. Como resultado, o trânsito do conteúdo intestinal é reduzido e o tônus do esfíncter anal é aumentado.

## Farmacocinética
Absorção
Grande parte da loperamida é absorvida no intestino, entretanto, por causa do metabolismo de primeira passagem, a biodisponibilidade sistêmica é de aproximadamente 0,3%.
Distribuição Em estudos com ratos, foi demonstrado alta afinidade pela parede intestinal. O cloridrato de loperamida (substância ativa) ligado às proteínas plasmáticas é de 95%, principalmente a albumina. Dados de estudos não clínicos demonstraram que o Cloridrato de Loperamida (substância ativa) é um substrato da glicoproteína-P.
Metabolismo
A loperamida é metabolizada pelo fígado quase que totalmente, e pela bile é excretada e conjugada. 
Eliminação
A meia-vida da Loperamida (substância ativa) em homens é de aproximadamente 11 horas. A excreção do Cloridrato de Loperamida (substância ativa) inalterada e de seus metabólitos ocorre principalmente pelas fezes.

## Efeitos Adversos
Distúrbios do sistema nervoso, cefaleia, distúrbios gastrointestinais, obstipação, flatulência, náusea, tontura, boca seca, dor abdominal, vômito, desconforto abdominal, dor abdominal superior, distensão abdominal, erupção cutânea. Reações raras como: reação de hipersensibilidade, reação anafilática (incluindo choque anafilático) e reação anafilática , anormalidade na coordenação, níveis diminuídos de consciência, hipertonia, perda de consciência, sonolência, miose, megacolo (incluindo megacolo tóxico), angioedema, erupção bolhosa (incluindo síndrome de Stevens- Johnson, necrólise, epidérmica tóxica e eritema multiforme), prurido, urticária, retenção urinária
Em casos de eventos adversos, notifique ao Sistema de Notificações em Vigilância Sanitária - NOTIVISA,
disponível em www.anvisa.gov.br/hotsite/notivisa/index.htm, ou para a Vigilância Sanitária Estadual ou Municipal. 

## Contraindicação
Uso adulto; É contraindicado na diarreia aguda ou persistente da criança. Casos de  colite ulcerativa aguda, pois a inibição dos peristaltismos pode aumentar o risco de megacolon e perfuração. Não deve ser usado na diarreia sanguinolenta aguda (disenteria) porque isso pode significar infecção bacteriana. . 
Contraindicado para pacientes com hipersensibilidade ao Cloridrato de Loperamida ou a qualquer um dos excipientes.
Contraindicado também em casos de dor abdominal na qual não apresenta diarreia .

## Advertências e Precauções
O Cloridrato de Loperamida (substância ativa) não deve ser administrado a crianças com idade entre 2 e 6 anos sem prescrição e supervisão médica.
Nos casos de diarreia aguda, caso não ocorra melhora em 48 horas, deve-se suspender o uso e procurar atendimento médico.
Em paciente imunodepressivos que houver sintoma de distenção abdominal, deve-se interromper o uso de loperamida.
Em pacientes com insuficiência hepática, a loperamida deve ser utilizada com precaução.

## Gravidez (Categoria B) e lactação
Grávidas e lactantes devem interromper o uso de loperamida.

## Interação medicamentosa
O uso concomitante de valeriana e loperamida pode causar delírios, com sintomas de confusão, agitação e desorientação.
A administração concomitante de Loperamida  (dose única de 16 mg) com quinidina ou ritonavir, ambos inibidores da glicoproteína-P, resultou em um aumento de 2 a 3 vezes nos níveis plasmáticos do Loperamida.
A administração concomitante de Loperamida (dose única de 4 mg) e itraconazol, um inibidor da CYP3A4 e glicoproteína-P, resultou em aumento de 3 a 4 vezes nos níveis plasmáticos de Loperamida.
A administração concomitante de Loperamida (dose única de 16 mg) e cetoconazol, um inibidor de CYP3A4 e glicoproteína-P, resultou em um aumento de 5 vezes nas concentrações plasmáticas de Cloridrato de Loperamida (substância ativa). 
É esperado que os medicamentos com propriedades farmacológicas semelhantes possam potencializar o efeito do cloridrato de loperamida (substância ativa) e aqueles medicamentos que aceleram o trânsito intestinal possam diminuir seu efeito.

## Resultados de Eficácia
Uma dose única de 4 mg de Loperamida  (duas cápsulas de 2 mg)  aumento o tempo de intercorrência de ocorrência de fezes liquidas ao final de 24h. Também foi reduzido a necessidade de tratamento antidiarreico adicional com difenoxilato quando comparado com placebo.